# جیمز بلفر
جیمز بلفر (انگلیسی: James Belfer؛ زادهٔ ۱۴ ژانویهٔ ۱۹۸۷) تهیه‌کننده فیلم اهل ایالات متحده آمریکا است. وی دانش‌آموختهٔ دانشگاه نورث‌وسترن و مدرسه کسب و کار اشترن دانشگاه نیویورک است.
از فیلم‌هایی که وی در آن‌ها نقش داشته‌است، می‌توان به انطباق، خون‌آشام‌ها، دیوانه‌وار، بلوار نجات و رمانتیسم اشاره نمود.